# Зорго
Зорго (фр. Zorgho) — город и городская коммуна в Буркина-Фасо, в области Центральное Плато. Административный центр провинции Ганзургу.

## Общая информация
Расположен в центральной части страны, в 110 км от города Уагадугу, на высоте 299 м над уровнем моря.

## Население
По данным на 2013 год, численность населения города составляла 21 787 человек.
Динамика численности населения города по годам:
| 1996   | 2005   | 2006   | 2013   |
| ------ | ------ | ------ | ------ |
| 17 466 | 22 033 | 19 278 | 21 787 |